# Nick Smidt
Nick Smidt (* 12. Mai 1997 in Assen) ist ein niederländischer Hürdenläufer, der sich auf die 400-Meter-Distanz spezialisiert hat und aktuell Inhaber des Landesrekordes ist. Mit der niederländischen Mixed-Staffel über 4-mal 400 Meter wurde er 2025 in Apeldoorn Halleneuropameister.

## Sportliche Laufbahn
Erste internationale Erfahrungen sammelte Nick Smidt im Jahr 2015, als er bei den Junioreneuropameisterschaften in Eskilstuna mit 52,59 s im Halbfinale ausschied. Zwei Jahre später wurde er bei den U23-Europameisterschaften in Bydgoszcz im Vorlauf disqualifiziert und 2018 nahm er erstmals an den Europameisterschaften in Berlin teil, bei denen er mit 50,96 s im Vorlauf ausschied. Er ging auch mit der niederländischen 4-mal-400-Meter-Staffel an den Start, gelangte mit 3:04,93 min aber nicht bis in das Finale. 2019 gewann er bei den U23-Europameisterschaften in Gävle in 49,49 s die Silbermedaille hinter dem Franzosen Wilfried Happio und qualifizierte sich auch für die Weltmeisterschaften in Doha, bei denen er mit 50,54 s in der Vorrunde ausschied. 2020 siegte er in 49,84 s bei den Paavo Nurmi Games sowie im Jahr darauf mit 50,13 s beim Meeting Jaén Paraíso Interior sowie mit 49,66 s beim P-T-S Meeting. Anschließend startete er bei den Olympischen Spielen in Tokio und schied dort mit Saisonbestleistung von 49,35 s im Halbfinale aus.
2022 startete er mit der Staffel bei den Hallenweltmeisterschaften in Belgrad und gewann dort in 3:06,90 min gemeinsam mit Taymir Burnet, Terrence Agard und Tony van Diepen die Bronzemedaille hinter den Teams aus Belgien und Spanien. Im Juli erreichte er bei den Weltmeisterschaften in Eugene das Halbfinale und schied dort mit 49,56 s aus und zudem verpasste er mit der Staffel mit 3:03,14 min den Finaleinzug. Anschließend schied er bei den Europameisterschaften in München mit 50,29 s im Semifinale im Hürdenlauf aus. Im Jahr darauf wurde er bei der 1. Liga der Team-Europameisterschaft im Rahmen der Europaspiele in Chorzów in 48,95 s Zweiter über 400 Meter Hürden. Anschließend verbesserte er den niederländischen Rekord auf 48,36 s. 2024 belegte er bei den Europameisterschaften in Rom in 49,43 s den achten Platz. Anschließend schied er bei den Olympischen Sommerspielen in Paris mit 49,61 s im Halbfinale aus. Im Jahr darauf siegte er bei den Halleneuropameisterschaften in Apeldoorn in 3:15,63 min gemeinsam mit Eveline Saalberg, Tony van Diepen und Femke Bol in der erstmals ausgetragenen Mixed-Staffel über 4-mal 400 Meter. Zudem siegte er mit der Männerstaffel in 3:04,95 min gemeinsam mit Eugene Omalla, Isaya Klein Ikkink und Tony van Diepen.
In den Jahren von 2018 bis 2020 sowie 2022 und 2024 wurde Smidt niederländischer Meister im 400-Meter-Hürdenlauf.

## Persönliche Bestleistungen
- 400 Meter: 46,50 s, 28. Juli 2023 in Breda
  - 400 Meter (Halle): 46,17 s, 22. Februar 2025 in Apeldoorn
- 300 m Hürden: 36,35 s, 1. Juli 2020 in Epe (nationale Bestleistung)
- 400 m Hürden: 48,36 s, 2. Juli 2023 in La Chaux-de-Fonds (niederländischer Rekord)